# アルフォンソ・ルエダ
アルフォンソ・ルエダ（スペイン語: Alfonso Rueda、1968年7月8日 - ）は、スペイン・ポンテベドラ県ポンテベドラ出身の政治家。国民党(PP)所属。2009年からガリシア州議会議員を務めている。2012年から2022年までガリシア州副首相を務め、2022年からガリシア州首相を務めている。サッカークラブのセルタ・デ・ビーゴのファンである。

## 経歴

### 青年時代
1968年にポンテベドラ県ポンテベドラに生まれた。父親は国民同盟(AP)の政治家としてポンテベドラ市議会議員を務めたアルフォンソ・ルエダ・クレスポである。サンティアゴ・デ・コンポステーラ大学で法学を学んで卒業し、1993年には国民党(PP)青年局に参加した。

### 政治家として
2000年から2005年にはマヌエル・フラガ州首相の下で地方行政局長を務め、さらにガリシア州政府で行政大臣と法務大臣も務めた。2006年には国民党ガリシア州支部の書記長に就任した。2009年にはポンテベドラ県選挙区からガリシア州議会議員に当選し、アルベルト・ヌーニェス・フェイホー州首相の顧問に就任すると、2012年にはガリシア州政府の副首相に就任した。2016年、国民党ポンテベドラ県支部の支部長に就任した。

### ガリシア州首相
2022年、フェイホーは国民党の党首に就任するためにガリシア州首相を辞任した。5月にはガリシア州議会でルエダがフェイホーの後任の州首相に選出された。2024年2月のガリシア州議会選挙で、国民党は改選前から2議席を落としたが過半数の40議席を獲得し、再びルエダが州首相に選出された。